# Møysalen nationalpark
Møysalen nationalpark ligger på øen Hinnøya i Lødingen, Hadsel og Sortland kommuner i Nordland fylke i Norge. Parken blev oprettet i 2003 og er på 51 km². Nationalparken grænser op til Møysalen landskabsværnområde. Fjeldet Møysalen på 1.262 m.o.h. udgør en central del af nationalparken.

## Ekstern henvisning
- Direktoratet for naturforvaltning, information om Møysalen nationalpark. Arkiveret 30. september 2007 hos  Wayback Machine

68°31′N 15°30′Ø / 68.52°N 15.5°Ø